# Giovanni (cardinal, 1205)
Giovanni (mort après le 18 janvier 1217), est un cardinal  de l'Église catholique du XIIIe siècle, nommé par le pape Innocent III.

## Biographie
Le pape Innocent III  crée Giovanni cardinal  lors du consistoire de  1205. Giovanni participe à l'élection de Honoré III en 1216.